# Dipodascopsis
Dipodascopsis — рід грибів родини Lipomycetaceae. Назва вперше опублікована 1978 року.

## Класифікація
До роду Dipodascopsis відносять 3 види:
- Dipodascopsis anomala
- Dipodascopsis tothii
- Dipodascopsis uninucleata